# Operasjon Arktis
Operasjon Arktis is een Noorse avonturenfilm uit 2014 van Grethe Bøe-Waal. De film is gebaseerd op de gelijknamige roman van Leif Hamre uit 1971. In België werd de film uitgebracht onder de naam "Operation Arctic", in Nederland als "Operatie Noordpool", waarbij hij werd ingesproken door onder andere Lorenza Kok (Julia) en Tom Bohmer (Sindre).

## Verhaal
Twee zussen en hun broer zijn met hun familie verhuisd van Stavanger naar Bodø. Na een ruzie op school vluchtten ze een helikopter in waarvan ze gehoord hadden dat deze naar Stavanger vliegt waar hun vader nog is. Er is echter een ongeluk gebeurd, waardoor de helikopter een reddingsactie uit moeten voeren op een eiland in de Noordelijke IJszee. Als de helikopter landt op het eiland heeft niemand in de gaten dat er kinderen uitstappen en ze vliegen weg naar het ziekenhuis, de kinderen achterlatend.
Op het vasteland weet niemand waar ze precies zijn en de kinderen moeten in ijzige omstandigheden proberen te overleven.

## Rolverdeling
| Acteur                      | Personage    |
| --------------------------- | ------------ |
| Kaisa Gurine Antonsen       | Julia        |
| Ida Leonora Valestrand Eike | Ida          |
| Leonard Valestrand Eike     | Sindre       |
| Lars Arentz-Hansen          | kolonel Holm |
| Nicolai Cleve Broch         | Far          |
| Kristofer Hivju             | pelsjager    |
| Per Kjerstad                | Myrmo        |